# Hilda Martindale
Pour les articles homonymes, voir Martindale.
Hilda Martindale (12 mars 1875 - 18 avril 1952) est une fonctionnaire et auteure britannique, fille de la suffragiste Louisa Martindale,, Elle est une éminente militante pour l'amélioration des conditions de travail, en particulier celles des femmes. Son testament crée le Hilda Martindale Trust en 1952 pour financer les femmes britanniques tentant de s'établir dans des professions dominées par les hommes.

## Enfance et formation
Hilda Martindale est née le 12 mars 1875 à Leytonstone. Sa mère est Louisa Martindale, née Spicer, militante britannique pour les droits des femmes et suffragiste Son père est William Martindale, un marchand de la City décédé avant sa naissance,,. Sa sœur aînée, le Dr Louisa Martindale (du nom de leur mère) est une chirurgienne de premier plan.
Elle est d'abord éduquée par des gouvernantes en Suisse et en Allemagne avant de fréquenter le Brighton High School for Girls (aujourd'hui Brighton Girls). Elle poursuit ses études au Royal Holloway College et plus tard au Bedford College. Entre 1900 et 1901, elle voyage à travers le monde pour étudier la manière dont les enfants sont traités.

## Carrière et activités militantes
En 1901, elle devient inspectrice d'usines au ministère de l'Intérieur. Elle est l’une des premières femmes inspectrices d’usines de Grande-Bretagne. En 1903, elle rédige un rapport important sur le saturnisme dans les briqueteries. En 1904, elle et sa mère assistent au Congrès international des femmes à Berlin. En 1914, elle est devenue inspectrice principale. En 1918, elle est récipiendaire de l'un des honneurs d'anniversaire de 1918 (en) ; plus précisément, elle est nommée Officier de l'Ordre de l'Empire britannique (OBE),,,,,,,,. Elle devient Commandeur du même Ordre (CBE) lors des honneurs d'anniversaire de 1935 (en).
En 1925, elle devient inspecteur en chef adjoint des usines. En 1933, elle rejoint le Trésor et prend sa retraite à 65 ans en 1937,. Elle est l'une des premières femmes à accéder aux niveaux supérieurs de la fonction publique. Elle est membre du comité du Conseil Whitley (en) sur la question des femmes et, à ce titre, elle plaide en faveur du droit des femmes de choisir de quitter ou non leur emploi si elles se marient, ainsi qu'en faveur de l'égalité salariale.
Après sa retraite, elle écrit des livres dont A History of Women in the Civil Service, One Generation to Another (sur sa famille), Some Victorian Portraits et Women Servants of the State: 1870-1938.

## Mort et héritage
Martindale décède le 18 avril 1952 au 44 Coleherne Court, South Kensington, Londres.
Dans son testament, elle nomme le Bedford College administrateur du Hilda Martindale Trust, qui "décerne un nombre très limité de récompenses aux femmes britanniques pour qu'elles suivent une formation ou étudient en vue d'une carrière dans une profession où les femmes sont sous-représentées. La récompense maximale est de 3 000 £".

## Publications
- A History of Women in the Civil Service
- One Generation to Another
- Some Victorian Portraits
- Women Servants of the State: 1870-1938[2].